# Сяна (уезд)
Сяна (яп. 紗那郡 Сяна-гун) — уезд округа Немуро губернаторства Хоккайдо Японии, образованный в средней части острова Итуруп и включавший деревню Сяна, которая примерно соответствует современному российскому населенному пункту городу Курильск. Согласно федеративному устройству Российской Федерации, остров Итуруп является частью Сахалинской области и входит в Курильский район согласно административно-территориальному устройству области и в Курильский городской округ согласно муниципальному устройству. Остров является предметом территориального спора между Японией и Россией

## История уезда
Уезд Сяна был образован в 1869 году в составе провинции Тисима. В то время им владел феодальный клан Сэндай. В 1871 году феодальные кланы были упразднены, а территория уезда перешла под юрисдикцию Комиссии по освоению Хоккайдо. В 1880 году в Сяне была учреждена поселковая администрация.
5 ноября 1897 года вместе с другими итурупскими уездами был объединён в округ Сяна, который в свою очередь был присоединён к округу Немуро в декабре 1903 года.
28 августа 1945 года в ходе советско-японской войны в результате Курильской десантной операции на остров Итуруп высадился десант советских войск.  В соответствии с решением Ялтинской конференции руководителей трех великих держав, подписанным 11 февраля 1945 г. (опубликовано 11 февраля 1946 г.) остров был передан Советскому Союзу и 5 июня 1946 года включен в состав Курильского района Южно-Сахалинской области.
В дальнейшем СССР отказался рассматривать вопрос о передаче островов Японии, поскольку, по заявлению правительства СССР от 27 января 1960 года, это привело бы к расширению территории, используемой американскими войсками, которые в свою очередь были размещены против воли СССР в соответствии c секретным американо-японским «Пактом безопасности» от 8 сентября 1951 года, подписанным между США и Японией на Сан-Францисской конференции. Японское население острова было депортировано в Японию. Япония продолжает оспаривать его принадлежность по сей день.